# برایان سینگر
برایان جی سینگر (به انگلیسی: Bryan Jay Singer) (زاده ۱۷ سپتامبر ۱۹۶۵)، یک کارگردان، نویسنده، تهیه‌کننده و هنرپیشه آمریکایی است که بیشتر او را به عنوان کارگردان فیلم مظنونین همیشگی بازگشت سوپرمن و Bohemian Rhapsody می‌شناسند.

## حرفه
برایان سینگر کار خود را با ساخت یک فیلم کوتاه به نام لانه شیر (۱۹۸۸) ساخت. سپس فیلم دست یابی را ساخت که هیچکدام فیلم‌های چندان جالبی نبودند. اما بهترین فیلم و ستایش شده‌ترین فیلم او که شهرت جهانی به او داد فیلم مظنونین همیشگی بود. این فیلم در سال ۱۹۹۵ برنده ۲ جایزه اسکار شد. یکی بهترین بازیگر نقش مکمل مرد برای کوین اسپسی و یکی هم اسکار نویسندگی برای گروه نویسندگی فیلم.
سپس بعد از ساخت فیلم دانش آموز ممتاز (۱۹۹۸)، او دو فیلم از سری فیلم‌های اکشن مردان اکس با عنوان‌های مردان ایکس (۲۰۰۰) و ایکس ۲ (۲۰۰۳) را کارگردانی کرد. سینگر در سال ۲۰۰۶ فیلم بازگشت سوپرمن را ساخت. سپس در سال ۲۰۰۸ فیلم جنگی والکیری را ساخت که بر روی ترور هیتلر تمرکز کرده بود. همچنین او در ۱ مارس ۲۰۱۳ کارگردانی و تهیه‌کنندگی فیلم سینمایی جک غول‌کش را بر عهده داشت.

## فیلم‌شناسی
| سال تهیه | نام فیلم                         | کارگردان | تهیه کننده | نویسنده |
| -------- | -------------------------------- | -------- | ---------- | ------- |
| ۱۹۸۸     | لانه شیر (فیلم کوتاه)            | آری      | آری        | آری     |
| ۱۹۹۳     | دست یابی                         | آری      | آری        | آری     |
| ۱۹۹۵     | مظنونین همیشگی                   | آری      | آری        | نه      |
| ۱۹۹۸     | شاگرد توانا                      | آری      | آری        | نه      |
| ۲۰۰۰     | مردان ایکس                       | آری      | نه         | آری     |
| ۲۰۰۳     | ایکس ۲                           | آری      | آری        | آری     |
| ۲۰۰۶     | بازگشت سوپرمن                    | آری      | آری        | آری     |
| ۲۰۰۶     | به آسمان نگاه کن! (مستند سوپرمن) | نه       | آری        | نه      |
| ۲۰۰۸     | والکیری                          | آری      | آری        | نه      |
| ۲۰۰۹     | تریک آر تریت                     | نه       | آری        | نه      |
| ۲۰۱۱     | مردان ایکس: کلاس اول             | نه       | آری        | آری     |
| ۲۰۱۳     | جک غول‌کش                         | آری      | آری        | نه      |
| ۲۰۱۴     | مردان ایکس: روزهای گذشته آینده   | آری      | آری        | آری     |
| ۲۰۱۶     | مردان ایکس: آپوکالیپس            | آری      | آری        | آری     |
| ۲۰۱۸     | راپسودی بوهمی                    | آری      | نه         | نه      |